# 4502 Елізабетганн
4502 Елізабетганн (4502 Elizabethann) — астероїд головного поясу, відкритий 29 травня 1989 року.
Тіссеранів параметр щодо Юпітера — 3,349.